# パラフィラリア
パラフィラリア（学名：Parafilaria bovicola）とは、ウシの肩甲部皮下に寄生する線虫の1種。体長は♂2-3cm、♀4-5cm、中間宿主はサシバエ、プレパテント・ピリオドは301日。パラフィラリアは肩甲部皮下に腫瘤を形成して、結節の中央部に形成される点状出血の原因となることがある。日本では散発的な発生にとどまるため、特別な対策は行わない。